# セット・ミー・フリー (1999年の映画)
『セット・ミー・フリー』（原題: Emporte-moi）は、1999年のフランス・カナダ・スイス合作映画。
レア・プール監督の半自伝的映画。第49回ベルリン国際映画祭、日本では2001年に第10回東京国際レズビアン&ゲイ映画祭にて上映された。

## キャスト
- アナ：カリーヌ・ヴァナッス
- アナの母親：パスカル・ビュシエール（フランス語版）
- アナの父親：ミキ・マノイロヴィッチ
- 教師：ナンシー・ヒューストン